# يوهانا نابر
يوهانا نابر (بالهولندية: Johanna Naber)‏ هي نسوية ‏ ومؤلفة وكاتِبة ومؤرخة هولندية، ولدت في 25 مارس 1859 في هارلم في هولندا، وتوفيت في 30 مايو 1941 في لاهاي في هولندا.